# Bilal Saad Mubarak
Bilal Saad Mubarak (in arabo بلال سعد مبارك‎?; 18 dicembre 1972 – Doha, 27 ottobre 2018) è stato un pesista qatariota.

## Palmarès
| Anno | Manifestazione               | Sede         | Evento         | Risultato | Misura  | Note                  |
| ---- | ---------------------------- | ------------ | -------------- | --------- | ------- | --------------------- |
| 1990 | Campionati asiatici juniores | Pechino      | Getto del peso | Bronzo    | 16,48 m |                       |
| 1990 | Mondiali juniores            | Plovdiv      | Getto del peso | 6º        | 16,85 m |                       |
| 1991 | Campionati asiatici          | Kuala Lumpur | Getto del peso | Argento   | 17,78 m |                       |
| 1992 | Olimpiadi                    | Barcellona   | Getto del peso | 24º       | 16,98 m |                       |
| 1993 | Campionati asiatici          | Manila       | Getto del peso | Argento   | 18,28 m |                       |
| 1995 | Mondiali                     | Göteborg     | Getto del peso | 11º       | 18,56 m |                       |
| 1995 | Campionati asiatici          | Giacarta     | Getto del peso | Oro       | 18,87 m |                       |
| 1996 | Olimpiadi                    | Atlanta      | Getto del peso | 10º       | 19,33 m |                       |
| 1997 | Mondiali Indoor              | Parigi       | Getto del peso | 21º       | 18,29 m |                       |
| 1997 | Mondiali                     | Atene        | Getto del peso | 17º       | 19,08 m |                       |
| 1998 | Campionati asiatici          | Bangkok      | Getto del peso | Oro       | 19,17 m | Record dei campionati |
| 2000 | Olimpiadi                    | Sydney       | Getto del peso | 34º       | 18,30 m |                       |
| 2000 | Campionati asiatici          | Giacarta     | Getto del peso | Argento   | 19,23 m |                       |
| 2002 | Campionati asiatici          | Colombo      | Getto del peso | Oro       | 19,22 m |                       |
| 2003 | Campionati asiatici          | Manila       | Getto del peso | Oro       | 19,41 m |                       |